# Realengracht
Le Realengracht est un canal secondaire de l'arrondissement Centrum de la ville d'Amsterdam aux Pays-Bas. Il est situé dans les Westelijke Eilanden, au sud de l'île de Realeneiland, et relie l'intersection du Smallepadsgracht et du Prinseneilandsgracht au Westerdok, à hauteur de Zandhoek. Les îles de Prinseneiland et Bickerseiland sont situées au sud du canal. Il est en outre le seul canal de la ville à comporter eux ponts levants.